# 1988年冬季残疾人奥林匹克运动会瑞士代表团
1988年冬季残疾人奥林匹克运动会瑞士代表团是瑞士派出的1988年冬季残疾人奥林匹克运动会代表团。获得8枚金牌、7枚银牌和8枚铜牌。